# Lilian Afegbai
 (juillet 2024).
Lilian Afegbai, née le 11 novembre 1991, est une actrice et productrice de films nigériane. Elle a participé à l'émission de télé-réalité Big Brother Africa.

## Biographie
Lilian Afegbai naît le 11 novembre 1991. Elle grandit dans l'État d'Edo, au Nigeria.
En 2018, elle remporte les Africa Magic Viewers' Choice Awards (AMVCA) pour son premier film en langue autochtone, Bound en 2018.
En 2019, elle lance sa ligne de lingerie et de gym wear Lilly's Secret,.

## Carrière
Lilian Afegbai s'est fait connaître en participant à l'émission de téléréalité Big Brother Africa en 2014. Elle joue dans le film Road to Yesterday (2015). Elle interprète son propre personnage dans le court métrage Pepper Soup. Elle incarne le personnage de Venice, une blogueuse, dans la série télévisée Do Good diffusée sur Mnet en 2015/2016. En 2017, elle coproduit le film Dark Past. Elle fonde la société de divertissement EEP Entertainment. Elle fait ses débuts en tant que productrice avec le film Bound, mettant en vedette les célébrités Rita Dominic, Enyinna Nwigwe, Joyce Kalu et Prince Nwafor.

## Filmographie
- 2008 : Tinsel (en)
- 2012 : The Kingdom (en) : Oluchi
- 2015 : Road to Yesterday (en) : Réceptionniste
- 2015 : Undercover Lover (en) : Amy
- 2016 : A Little White Lie (en) : Lilian
- 2016 : Happy Ending (en) : Amaka
- 2016 : Pepper Soup (en)
- 2016 : The Therapist (en) : Rosie
- 2016 : The Wedding (en)
- 2017 : Atlas (en) : Iyhotu
- 2017 : Dance to My Beat (en) : Becky
- 2017 : Dark Past (en)
- 2017 : My Wife & I (en) : Yetunde
- 2017 : The Women (en) : Esi
- 2018 : Ajoche (en) : Princesse Agbenu
- 2018 : Bound (en) : Productrice/Actrice[13]
- 2018 : Dr Duncan (en)
- 2018 : Grapes (en)
- 2018 : Merry Men: The Real Yoruba Demons (en) : Productrice/Actrice
- 2018 : Moms at War (en) : Hot Girl
- 2018 : The Spell (en)
- 2018 : Unmasked (en)
- 2020 : A Tiny Line (en)
- 2020 : Assistant Madams (en)
- 2020 : Fate of Alakada (en)
- 2020 : True Vision (en)
- 2021 : The Reckoner (en)
- 2021 : Third Avenue (en)
- 2021 : Trump Card (en) : Miss Amadi
- 2022 : Double Strings (en) :Productrice/Actrice[14].

### Prix
| Année | Évènement                          | Prix                                           | Destinataire   |
| ----- | ---------------------------------- | ---------------------------------------------- | -------------- |
| 2017  | City People Entertainment Awards   | Meilleure actrice prometteuse                  | Lilian Afegbai |
| 2018  | Africa Magic Viewers Choice Awards | Meilleur film autochtone de l'année            | Bound          |
| 2021  | African Choice Awards              | Actrice de l'année                             | Lilian Afegbai |
| 2021  | LA Mode Awards                     | Célébrité Entrepreneuse de l'année             | Lilian Afegbai |
| 2018  | LA Mode Awards                     | Célébrité féminine la plus en vogue de l'année | Lilian Afegbai |